# Barycnemis probloides
Barycnemis probloides är en stekelart som beskrevs av Horstmann 1981. Barycnemis probloides ingår i släktet Barycnemis och familjen brokparasitsteklar. Inga underarter finns listade.